# Камышников, Пётр Иванович
Пётр Иванович Камышников — кадровый офицер РККА, участник Советско-Финской войны, участник Великой Отечественной войны, командир полка, начальник штаба дивизии, гвардии полковник.

## Биография
Происходил из крестьян. Родился в 1906 году в Раненбургском районе Липецкой области, в селе Дубовое. В 1928 году выбрал карьеру военного, успешно окончил военное училище. Член КПСС с 1930 года. С 1932 по 1939 гг. на гражданской работе. В 1937 году был награждён орденом «Знак Почёта». С 1939 года вновь в РККА, участник Советско-Финской войны, за отличия был награждён медалью «За боевые заслуги».
Майор Камышников участник Великой Отечественной войны с её первых дней, сначала на Западном, затем на Донском и Сталинградском фронте — командир 888-го стрелкового полка, входящего в состав 298-й стрелковой дивизии. Умело командовал подразделением, так с 23 августа по 5 сентября 1942 года 888-й полк особо отличился в боях у Котлубани, при этом было уничтожено более 1000 немецких солдат, 3 танка, 4 автомобиля, 26 ручных пулемётов, 13 станковых пулемётов, 15 миномётов и много другого вооружения. Командиру полка тогда было присвоено звание подполковника с награждением орденом «Красная Звезда». С 10 по 27 января 1943 года на подступах к Сталинграду, от хутора Илларионовского до больницы, полк под командованием Камышникова перешёл в активное наступление. При этом были уничтожены 900 солдат и офицеров противника, 11 орудий, 8 автомобилей. Захвачены в плен 200 солдат и офицеров, 401 автомобиль, 18 орудий, 3 миномёта и другого имущества. Командиру полка было присвоено звание полковника с награждением орденом «Отечественная война 1 степени».
После окончания Сталинградской битвы 888-й стр. полк за отличия был переименован в 230-й гвардейский стрелковый полк, в составе 80-й гвардейской стрелковой дивизии. Гвардии полковник Камышников продолжил занимать должность командира полка. 27 августа 1943 года подразделение под его командованием форсировало реку Ворскла, заняв опорный пункт Бельск. Продвигаясь затем с тяжёлыми боями вдоль берега реки Ворскла полк освободил Млинки, Глинск, создав значительную угрозу группировке противника. В ночь с 5 на 6 октября 1943 года при наличии всего 10 сапёрных лодок, 230-й гвардейский стрелковый полк форсировал реку Днепр, закрепившись на его западном берегу. Благодаря этому была обеспечена переправа для 7-й гвардейской воздушно-десантной дивизии. За мужество и самоотверженность, командир полка Камышников был награждён орденом «Красное Знамя».
В январе 1944 года Камышников был назначен начальником штаба 80-й Уманской ордена Суворова гвардейской стрелковой дивизии. Принимал непосредственное участие в окружении Будапештской группировки противника, занятии города Секешфехервар, а также столицы Австрии — Вены. За отличия был награждён орденом «Александра Невского». Гвардии полковник Камышников отмечен 18 правительственными наградами. Дважды был ранен и один раз контужен. После войны проживал в городе Кременчуг, до дня своей смерти.